# Geninho
Geninho, pseudonimo di Eugênio Machado Souto (Ribeirão Preto, 15 maggio 1948), è un allenatore di calcio ed ex calciatore brasiliano, di ruolo portiere.

## Carriera

### Club
Ha giocato come portiere nella brasiliana Botafogo (SP), Francana, São Bento, Paulista, Caxias, Vitória e Novo Hamburgo.

### Allenatore
Nel 2001 è stato vincitore del Campionato Brasiliano con Atlético Paranaense.

## Palmarès

### Club

#### Competizioni statali
- Campionato paulista: 1

Corinthians: 2003
- Campionato Goiano: 21

Goias: 2006
Atletico Goianiense: 2010
- Campionato Potiguar: 2

ABC: 2016, 2017
- Campionato Catarinense: 1

Avaí: 2019

#### Competizioni nazionali
- Saudi Professional League: 1

Al-Shabab: 1993
- Supercoppa di Portogallo: 1

Vitoria de Guimaraes: 1998
- Campionato brasiliano: 1

Atletico Paranaense: 2001